# 寺尾琢磨
寺尾 琢磨（てらお たくま、1899年〈明治32年〉10月19日 - 1984年〈昭和59年〉9月13日 ）は、日本の経済学者。慶應義塾大学名誉教授。専門は統計学と人口論。

## 経歴
1899年静岡県榛原郡相良町生まれ。静岡県立静岡中学校卒業。1924年、慶應義塾大学経済学部卒業。1926年、同学部助手。1929年、イギリス、フランス、ドイツに留学（統計学の研究のため、1932年まで）。帰国後、慶應義塾大学経済学部助教授、1934年、同、教授。1950年、博士号取得。1957年から1959年まで経済学部学部長及び経済学研究科研究科研究科長。
その他、慶應義塾大学産業研究所副所長、同大学国際センター所長、同大学大学院社会学研究科委員長を歴任。1933年から慶應義塾普通部教員、兼務。1948年から新制慶應義塾高等学校校長（1953年まで）。この間、世情を賑わした大学界隈の床屋での学生による福澤翁舌禍退学事件の当事者の一人であった（床屋舌禍事件を参照）。
1965年から1969年まで、奥井復太郎の遺志を継いで設立された財団法人・地域開発研究所の第2代所長を務めた（前任は岡野鑑記、後任は中鉢正美）。

## 研究
慶應義塾大学大学院では小泉信三の指導の下、理論経済学を学び。統計学、人口論の分野で多くの著作と論文を残した。1948年発足の日本人口学会の設立に寄与し、設立後も学会の重要人物の一人であった。門下に植民政策学者・国際経済学者の山本登，計量経済学者の尾崎巌等がいる。

## 主な著書
以下は三田学会雑誌所収の著作目録による。その他の著書、訳書、編書多数。
- 『人口食糧問題（世界経済問題講座 第4部）』（春秋社、1932年）
- 『日本人口問題（世界経済問題講座 第5部）』（春秋社、1933年）
- 『統計学の理論と方法』（有斐閣、1939年）
- 『統計学（慶應義塾大学講座経済学）』（慶應出版社、1939年）
- 『経済統計学（慶應義塾大学講座経済学）』（慶應出版社、1939年）
- 『統計学研究のための基礎数学』（慶應出版社、1939年）
- 『人口理論の展開（現代経済学叢書）』（東洋経済新報社、1948年）
- 『統計学入門（入門経済学叢書）』（広文社、1948年）
- 『統計学（慶應義塾大学通信教育教材）』（慶應通信株式会社、1951年）
- 『人口問題（慶應義塾大学通信教育教材）』（慶應通信株式会社、1951年）
- 『教育の経済学（日本経済叢書）』（同文館、1956年）